# Black Up
Black Up è il primo album del duo hip hop statunitense Shabazz Palaces, pubblicato nel 2011. Ampiamente elogiato dai critici, ha ottenuto un punteggio pari a 83/100 su Metacritic basato su 36 recensioni, equivalente al «plauso universale». Secondo Mojo, PopMatters  e Pitchfork è tra i migliori album dell'anno, mentre per riviste quali The Seattle Times e Prefix è l'album del 2011.
| Recensione         | Giudizio |
| ------------------ | -------- |
| AllMusic           | [ 1 ]    |
| Los Angeles Times  | [ 2 ]    |
| Spin               | [ 2 ]    |
| Q                  | [ 2 ]    |
| Robert Christgau   | A-       |
| Rolling Stone      | [ 2 ]    |
| The Guardian       | [ 2 ]    |
| NME                | [ 2 ]    |
| Prefix             | [ 2 ]    |
| The New York Times | [ 2 ]    |
| RapReviews         | [ 2 ]    |
| Pitchfork          | [ 2 ]    |

## Tracce
1. Free Press and Curl – 4:16
2. An Echo from the Hosts That Profess Infinitum – 3:15
3. Are You... Can You... Were You? (Felt) – 4:48
4. A Treatease Dedicated to the Avian Airess from North East Nubis (1000 Questions, 1 Answer) – 2:46
5. Youlogy – 3:59
6. Endeavors for Never (The Last Time We Spoke You Said You Were Not Here.  I Saw You Though.) – 2:51
7. Recollections of the Wraith – 3:36
8. The King's New Clothes Were Made by His Own Hands – 2:07
9. Yeah You – 3:21
10. Swerve... The Reeping of All That Is Worthwhile (Noir Not Withstanding) – 5:10

## Classifiche settimanali
| Classifica (2011)         | Posizione massima |
| ------------------------- | ----------------- |
| US Heatseekers Albums     | 4                 |
| US Independent Albums     | 33                |
| US Top Rap Albums         | 23                |
| US Top R&B/Hip-Hop Albums | 38                |